# Chris Liebing
Pour les articles homonymes, voir Liebing.
Chris Liebing est un DJ allemand de musique électronique assimilé au genre techno. Il a joué un rôle déterminant dans l'élaboration du terme Schranz.

## Albums
(2002) Early Works- Fine Audio Recordings
(2003) Evolution -CLR (2)
(2005) Chris Liebing / Speedy J – Collabs 3000 : Metalism- NovaMute 